# Jaime Villamil Cortez
Jaime Enrique Villamíl Cortez (Tarija, 5 de octubre de 1992) es un futbolista boliviano. Juega como defensa y su equipo actual es Gualberto Villarroel de la Primera División de Bolivia. Es hermano de los futbolistas Sergio Villamíl y Gabriel Villamíl e hijo del también futbolista Jaime Villamil.

## Clubes
| Club                 | País    | Año               |
| -------------------- | ------- | ----------------- |
| Deportivo Petrolero  | Bolivia | 2017              |
| C. A. Ciclón         | Bolivia | 2018              |
| Deportivo Petrolero  | Bolivia | 2018              |
| Aurora               | Bolivia | 2019              |
| The Strongest        | Bolivia | 2020              |
| Real Tomayapo        | Bolivia | 2021              |
| The Strongest        | Bolivia | 2021 - 2022       |
| Blooming             | Bolivia | 2023              |
| Real Tomayapo        | Bolivia | 2024              |
| Gualberto Villarroel | Bolivia | 2025 - Actualidad |